# K'Lavon Chaisson
(en) Statistiques sur pro-football-reference
K'Lavon Chaisson, né le 25 juillet 1999 à Houston (Texas), est un sportif professionnel de football américain jouant au poste d'outside linebacker dans la National Football League (NFL) depuis la saison 2020 et pour la franchise des Patriots de la Nouvelle-Angleterre depuis la saison 2025. 
Au niveau universitaire, il a joué pendant trois saisons (2016-2019) pour les Tigers de l'université d'État de Louisiane (LSU) dans la NCAA Division I FBS avant d'être sélectionné par la franchise des Jaguars de Jacksonville en 20e choix global lors du premier tour de la draft 2020 de la NFL.
Libéré par les Jaguars après quatre saisons, il signe avec les Panthers de la Caroline. Non repris danl'effectif final 2024, il rejoint les Raiders de Las Vegas où il intègre l'équipe d'entrainement puis dès 2025 les Patriots de la Nouvelle-Angleterre.

## Biographie

### Jeunesse
Chaisson est né à Houston, au Texas. Il grandit à Houston et étudie au lycée North Shore Senior. Il ne joue pas au football américain lors de sa première année afin pratiquer le basket-ball, mais reprend le football américain lors de son année junior et devient titulaire au poste de defensive end des Mustangs, devenant meilleur joueur lycéen du Texas à son poste avec 15,5 sacks et 50 plaquages dont 13 pour perte, et trois fumbles forcés. Il aide North Shore à se hisser jusqu'à la finale du championnat Class 6A Division I de l'État. Il est sélectionné dans la première équipe lycéenne de l'État par l'Associated Press. Chaisson est désigné meilleur joueur défensif du match après avoir réussi deux sacks, quatre plaquages pour perte, un coup de pied bloqué et un fumble forcé tout en faisant un plaquage salvateur lors d'un quatrième down à moins de 10 yards de l'en-but pour préserver la victoire 21 à 14 contre le lycée Westlake.
En tant que senior, Chaisson est désigné MVP défensif du district 21-6A et est sélectionné dans la première équipe des Midlands par Scout.com. Il est invité au Under Armour All-America Game 2017. Au cours de ce match, il totalise six plaquages dont cinq pour perte et égale le record du match avec trois sacks. Considéré comme une recrue cinq étoiles par Scout.com et quatre étoiles par 247Sports, ESPN et Rivals, Chaisson intègre l'université d'État de Louisiane pour y jouer au football universitaire avec les Tigers de LSU, refusant les offres des Gators de la Floride et des Longhorns du Texas.

### Carrière universitaire

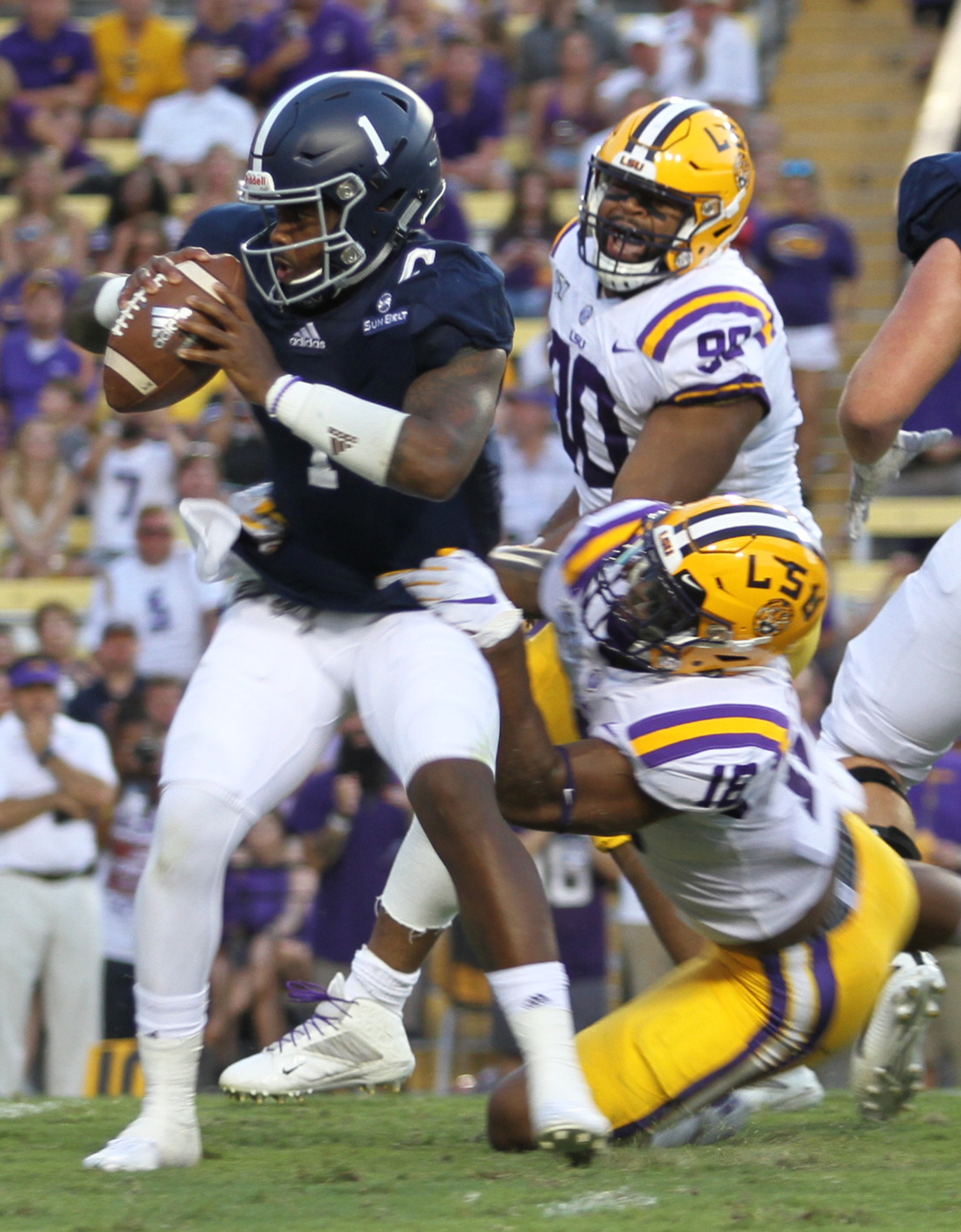
Chaisson plaquant le quarterback de Georgia Southern en 2019.

En tant que true freshman, Chaisson commence le premier match de la saison des Tigers contre les Cougars de BYU et enregistre ses deux premiers sacks en carrière lors du match suivant (victoire 45 à 10 contre les Mocs de Chattanooga). Il est sélectionné dans l'équipe des Freshman de la Southeastern Conference après avoir terminé la saison avec 27 plaquages dont 4,5 pour perte et deux sacks en 12 matchs joués dont trois en tant que titulaire.
Désigné titulaire au poste d'outside linebacker au début de sa deuxième saison, Chaisson réussit cinq plaquages dont un pour perte et un sack lors du premier match de la saison contre les Hurricanes de Miami avant de se blesser au genou lors du quatrième quart temps. Il lui est diagnostiqué avec une déchirure du ligament croisé antérieur le lendemain ce qui met fin à sa saison tout en le forçant à rester redshirt la saison suivante.
Après cette blessure, Chaisson est choisi pour porter le maillot no 18 par les entraîneurs des Tigers au début de sa saison sophomore. Il termine la saison avec 60 plaquages, deux passes déviées, un fumble forcé et mène son équipe au nombre de sacks (6,5) et des plaquages pour perte (13,5). Il est sélectionné dans la première équipe de la SEC. Chaisson est désigné MVP défensif du Peach Bowl 2019 après y avoir effectué six plaquages et deux sacks contre les Sooners de l'Oklahoma. Chaisson réussit deux plaquages lors de la victoire 42 à 25 de LSU contre les Tigers de Clemson lors du College Football Championship Game 2020.
Le 17 janvier 2020, Chaisson annonce qu'il renonce à ses deux années d'éligibilité restantes pour participer à la draft 2020 de la NFL. Il termine sa carrière universitaire avec un total de 92 plaquages dont 19 pour perte, 9,5 sacks et 1 fumble forcé.

### Carrière professionnelle

#### Draft
| Taille             | Poids            | Bras           | Main          | Sprint   | Sprint   | Sprint   | Shuttle 20 yards | 3 cones drill | Détente   | Détente     | Développé couché | Test Wonderlic |
| Taille             | Poids            | Bras           | Main          | 40 yards | 10 yards | 20 yards | Shuttle 20 yards | 3 cones drill | verticale | horizontale | Développé couché | Test Wonderlic |
| 1,91 m (6 ft 3 in) | 115 kg (254 lbs) | 82 cm (32¼ in) | 25 cm (9⅞ in) | -        | -        | -        | -                | -             | -         | -           | -                | 27             |

Chaisson est sélectionné en 20e choix global lors du premier tour de la draft 2020 de la NFL par la franchise des Jaguars de Jacksonville, en utilisant un choix précédemment acquis auprès des Rams de Los Angeles dans un échange contre Jalen Ramsey.

#### Jaguars de Jacksonville
Il fait ses débuts lors du match d'ouverture de la saison 2020 contre les Colts d'Indianapolis, réalisant deux plaquages. Chaisson réussit le premier et unique sack de sa saison la semaine suivante contre les Titans du Tennessee.
Le 11 octobre 2022, Chaisson est placé sur la liste des réservistes blessés à la suite d'une blessure au genou. Il est de retour le 10 décembre.
Le 1er mai 2023, les Jaguars décident de ne pas activer l'option de cinquième année du contrat rookie de Chaisson qui devient agent libre en 2024.

#### Panthers de la Caroline
Le 16 mars 2024, Chaisson signe avec les Panthers de la Caroline mais est libéré le 3 septembre 2024.

#### Raiders de Las Vegas
Le 10 septembre 2024, Chaisson signe avec les Raiders de Las Vegas où il intègre leur équipe d'entraînement pour pallier les blessures de Malcolm Koonce (en) et Tyree Wilson (en). Il rejoint l'effectif principal le 5 octobre 2024. Il participe finalement à 15 matchs (dont 4 en tant que titulaire), affichant un bilan de 32 plauages (dont 19 en solo), 1 interception, 2 passes défendues, 5 sacks et 1 fumble forcé.

#### Patriots de la Nouvelle-Angleterre
Le 17 mars 2025, Chaisson, devenu agent libre, signe un contrat d'un an pour un montant de 5 millions de dollars avec les Patriots de la Nouvelle-Angleterre.

## Statistiques
| Année       | Équipe        | Statut      | MJ |       | Plaquages | Plaquages | Plaquages | Plaquages |       | Interceptions | Interceptions | Interceptions | Interceptions |  | Fumbles | Fumbles |
| Année       | Équipe        | Statut      | MJ | Total | Seul      | Ast.      | Sacks     | Nb.       | Yards | Déf.          | TD            | Nb.           | Rec.          |  |         |         |
| 2017        | Tigers de LSU | Fr.         | 12 | 27    | 9         | 18        | 2,0       | 0         | 0     | 2             | 0             | 0             | 0             |  |         |         |
| 2018        | Tigers de LSU | So.         | 01 | 05    | 03        | 02        | 1,0       | 0         | 0     | 0             | 0             | 0             | 0             |  |         |         |
| 2019        | Tigers de LSU | So.         | 13 | 60    | 34        | 26        | 6,5       | 0         | 0     | 2             | 0             | 0             | 0             |  |         |         |
| Totaux NCAA | Totaux NCAA   | Totaux NCAA | 26 | 92    | 46        | 46        | 9,5       | 0         | 0     | 4             | 0             | 0             | 0             |  |         |         |

| Année  | Équipe                             | MJ |                 | Plaquages       | Plaquages       | Plaquages       | Plaquages       |                 | Interceptions   | Interceptions   | Interceptions | Interceptions |  | Fumbles | Fumbles |
| Année  | Équipe                             | MJ | Total           | Seul            | Ast.            | Sacks           | Nb.             | Yards           | Déf.            | TD              | Nb.           | Rec.          |  |         |         |
| 2020   | Jaguars de Jacksonville            | 16 | 19              | 12              | 07              | 1,0             | 0               | 0               | 1               | 0               | 0             | 0             |  |         |         |
| 2021   | Jaguars de Jacksonville            | 15 | 31              | 20              | 11              | 1,0             | 0               | 0               | 0               | 0               | 0             | 0             |  |         |         |
| 2022   | Jaguars de Jacksonville            | 09 | 10              | 07              | 03              | 1,0             | 0               | 0               | 0               | 0               | 0             | 0             |  |         |         |
| 2023   | Jaguars de Jacksonville            | 17 | 13              | 09              | 04              | 2,0             | 0               | 0               | 1               | 0               | 0             | 0             |  |         |         |
| 2024   | Raiders de Las Vegas               | 15 | 32              | 19              | 13              | 5,0             | 1               | 0               | 2               | 0               | 1             | 0             |  |         |         |
| 2024   | Patriots de la Nouvelle-Angleterre | ?  | Saison en cours | Saison en cours | Saison en cours | Saison en cours | Saison en cours | Saison en cours | Saison en cours | Saison en cours | ?             | ?             |  |         |         |
| Totaux | Totaux                             | 72 | 105             | 67              | 38              | 10,0            | 1               | 0               | 4               | 0               | 1             | 0             |  |         |         |

| Année | Équipe                  | MJ |       | Plaquages | Plaquages | Plaquages | Plaquages |       | Interceptions | Interceptions | Interceptions | Interceptions |  | Fumbles | Fumbles |
| Année | Équipe                  | MJ | Total | Seul      | Ast.      | Sacks     | Nb.       | Yards | Déf.          | TD            | Nb.           | Rec.          |  |         |         |
| 2022  | Jaguars de Jacksonville | 2  | 3     | 1         | 2         | 0,0       | 0         | 0     | 0             | 0             | 0             | 0             |  |         |         |

## Accomplissements
- Champion de la NCAA Division I Football Bowl Subdivision (FBS) en 2019 (vainqueur du College Football Championship Game 2020) ;
- Sélectionné dans la première équipe 2019 de la Southeastern Conference (SEC).

## Vie privée
Le père de K'Lavon Chaisson, Kelvin Chaisson, a joué au poste de linebacker pour les Bears de l'université Baylor. Kelvin Chaisson est tué par balle en 2014 à l'âge de 33 ans alors que K'Lavon était en deuxième année au lycée.